# Federico Cantero

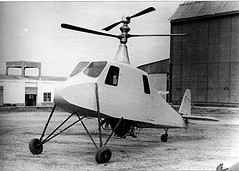
Libélula Viblandi diseñada por el ingeniero español Federico Cantero Villamil.

Federico Cantero Villamil (Madrid, 22 de junio de 1874-22 de diciembre de 1946) fue un ingeniero de caminos, canales y puertos español conocido por las presas y saltos de agua para la producción de electricidad que planeó y construyó a lo largo del río Duero y algunos de sus ríos tributarios a lo largo de la provincia de Zamora, y por sus investigaciones en el campo de la aeronáutica.
Destacó sobre todo en lo relacionado con las alas rotatorias, en donde puso las ideas para la fabricación en los años 1920 de un prototipo de helicóptero años antes de que el ingeniero ucraniano Igor Sikorsky se atribuyera la invención del helicóptero tal y como actualmente se conoce. Este prototipo no llegará a materializarse hasta 1935 con el nombre de la Libélula española o Libélula Viblandi, siendo el primer helicóptero español, y uno de los primeros de la historia.

## Biografía

### Familia
Sus padres fueron Federico Cantero Seirullo, ingeniero industrial que trabajó en el desarrollo de ferrocarriles, y que había patentado varios sistemas de traviesas metálicas para el ferrocarril, e Isabel Villamil Olivares. Tuvo ocho hijos, dos con Tránsito Cid Ruiz-Zorrilla, hija de una conocida familia zamorana, con la que se casó en 1905 y de la que enviudó en 1909 teniendo 35 años, y seis con Concepción García-Arenal Winter, nieta de la escritora Concepción Arenal.
Padre e hijo trabajarán en la compañía M.Z.O.V. pasando el puesto de Zamora-Medina al hijo, cuando su padre pasa a ocuparse de la más importante línea de Vigo-Orense.

### Primeros trabajos
Tras estudiar bachillerato e ingeniería en Madrid, se convirtió en ingeniero de caminos, canales y puertos el 30 de septiembre de 1896, siendo el primero de su promoción, y realizando prácticas laborales durante 1897 en Zamora. En 1900 comienza a trabajar en la Jefatura de Obras Públicas de Zamora, y en mayo de ese mismo año obtiene la licencia para trabajar en obras hidráulicas, justo cuando en esos momentos, los gobiernos de España y Portugal planificaban como explotar el potencial hidroeléctrico del río Duero.
Acudió a la Exposición Universal de París de 1900 acompañado por el catedrático de física Eugenio Cuadrado Benéitez (Carbellino de Sayago, 1855-Zamora, 1914), quien fue galardonado con una Medalla de Oro. A su regreso de París acordaron la creación de un taller de experimentación en materia de electricidad y aerodinámica. Dicha sociedad ubicada en la ciudad de Zamora fue deshecha un año más tarde por encontrarse en esos momentos inmerso en proyectos de mayor envergadura.
En 1904 será nombrado profesor de electrotecnia en la Escuela elemental de artes e industria de Zamora

### Proyectos de Telefonía
En mayo de 1898 la dirección general de Correos y Telçegrafos saca a concurso de explotación de una red de telefonía en Zamora tras la petición formulada por Cantero Villamil.

### Proyectos hidráulicos
En 1899 funda la sociedad El Porvenir de Zamora, con la intención de explotar la presa de San Román, cerca de Zamora, con la construcción de un salto de agua que se prolonga hasta 1903, y que se convierte en el primero de España.
Durante la construcción del mismo se produce algunas discrepancias entre el Sr. Cantero y el Ingeniero José Eugenio Rivera que dirigía las obras de la casa de máquinas, este deriva en un duelo con sables en el Alto del Valorio, resultando Cantero herido en la cabeza sin grave importancia.
En 1917 obtiene la concesión a perpetuidad de varios saltos, en Moral de Sayago y Villalcampoy en Perezuela y Almaraz.
También diseñó y proyectó lo que pasaría a llamarse la Solución Ugarte o Solución Española de los Saltos del Duero, un proyecto de construcción de presas a lo largo del Duero en territorio español.
Finalmente, proyectó la construcción de algunas de esas presas, y también de otras en Burgomillodo, el río Duratón, Esla y el Eresma.
Patentó en 1945 un nuevo tipo de esclusas hidráulicas accionadas por el agua del canal o presa donde estuvieran instaladas.

### Ferrocarril
El 11 de febrero de 1913 la Compañía de los Ferrocarriles de Medina del Campo a Zamora y de Orense a Vigo (MZOV) convoca la licitación del proyecto para unir con ferrocarril las ciudades de Zamora y Orense a través de Puebla de Sanabria; resultando Cantero Villamil ganador del mismo, al ser el único presentado en plazo, y como alternativa a otro planteado de Valladolid a Vigo.
Fue uno de los proyectos de ingeniería más complicados de su tiempo, ya que implicaba la construcción de más de cien túneles, en particular el túnel de Padornelo, de seis kilómetros de longitud. Los trabajos se realizaron entre los años 1921 y 1957 con la construcción de una única vía, aunque el diseño estaba pensado para una vía doble.
Además de esto, en 1913 también realiza el proyecto de la nueva estación de ferrocarril para la ciudad de Zamora.

### Aeronáutica

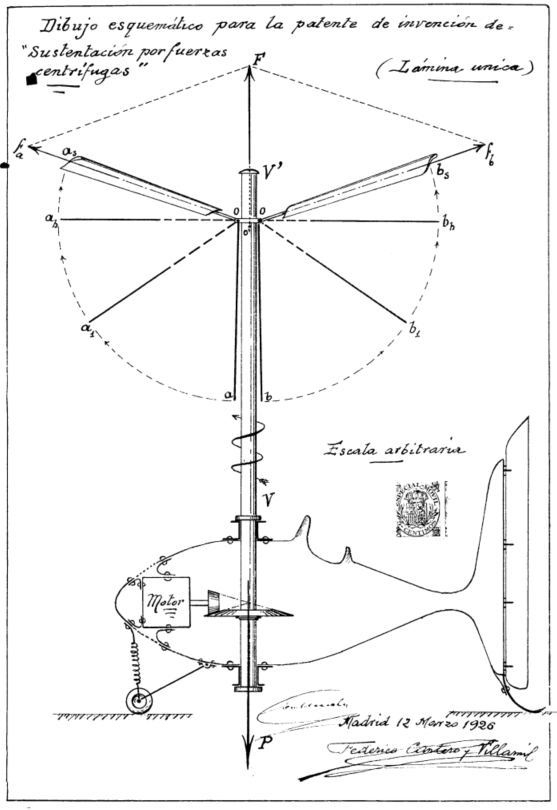
ES97401A1 16/05/1926 Un dispositivo para conseguir la sustentación en el aire, por la acción de las fuerzas centrífugas principalmente.

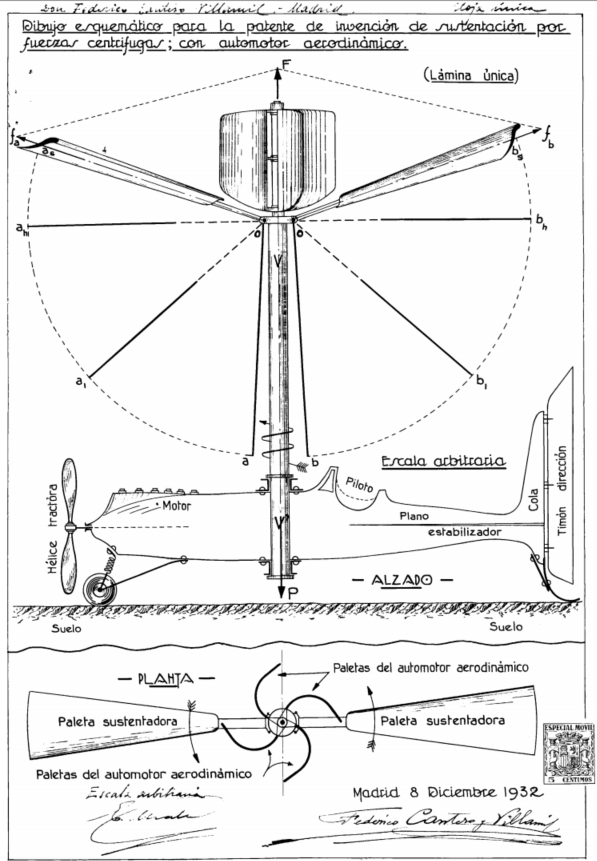
ES129012A1 16/02/1933 Un dispositivo o artefacto, consistente en añadir o complementar cualquier helicóptero, con uno o varios aeromotores, que se convierten en automotores del aparato giratorio de sustentación en el aire, en cuanto el eje, más o menos vertical de éste, se mueve

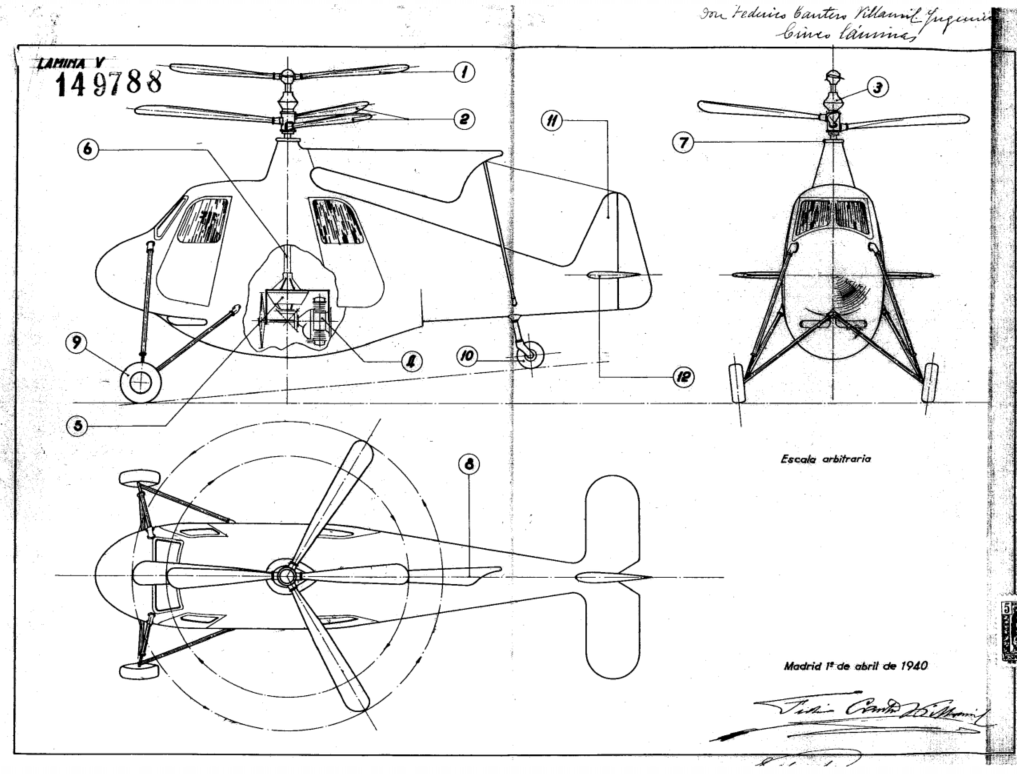
ES149788A1 01/06/1942 Un aparato volador por impulso directo de palas giratorias alrededor de un eje-péndulo vertical

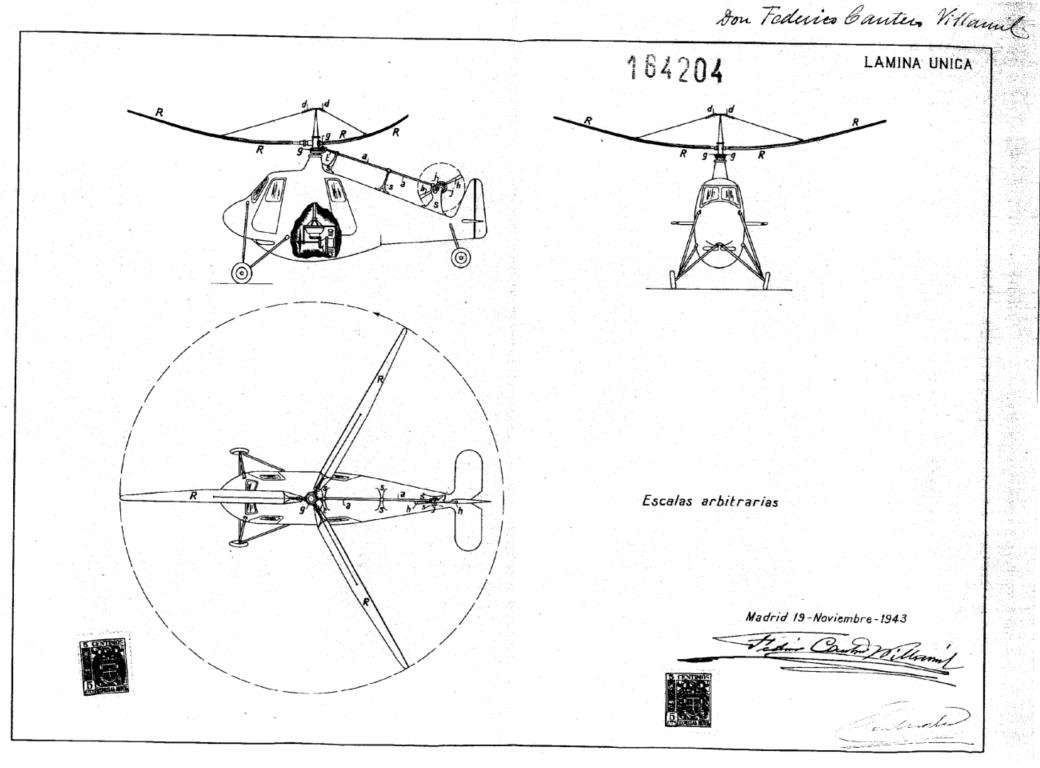
ES164204A2 01/03/1944 Mejoras en el objeto de la patente principal número 149788 por: Un aparato volador por impulso directo de palas giratorias alrededor de un eje péndulo vertical.

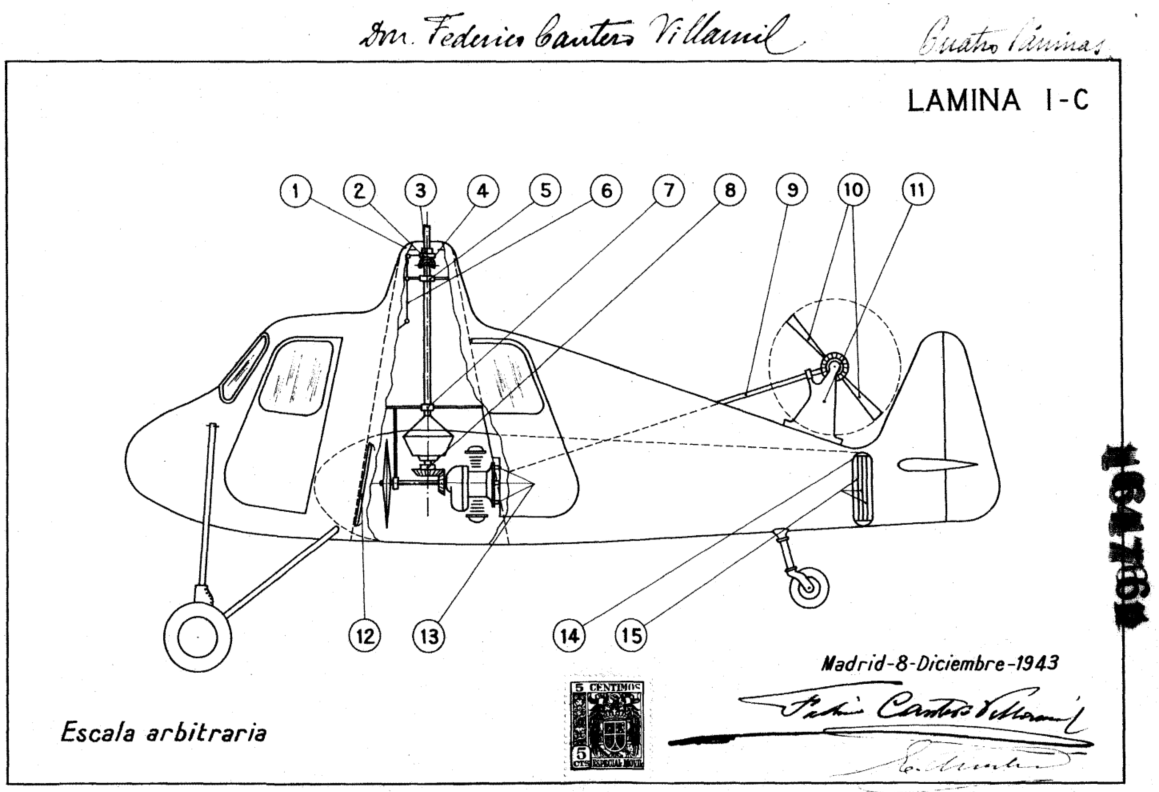
ES164761A2 16/03/1944 Mejoras en el objeto de la patente principal num. 149788

Aunque los principales trabajos de Cantero se centraban en la construcción de presas y saltos de agua, desde el año 1908 fue patentando otras invenciones relacionadas con la aeronáutica, donde su principal interés se centraba en el problema del vuelo. En 1910 patenta una «idea para mantener cuerpos en el aire, y, si se necesita, propulsión», y hasta 1946 llega a registrar 23 patentes relacionadas con la aeronáutica.
En 1923, Cantero editó su libro Aviación y relatividad: problemas del vuelo sin motor (exposición elemental).
Su última patente fue la del helicóptero que construyó, la Libélula española o Libélula Viblandi, abreviatura de Villamil, Blanco y Díaz —apellidos de sus ayudantes—. Usando el conocimiento que adquirió durante treinta años de trabajo, Cantero comenzó a construir su helicóptero en 1935, pero por desgracia la Guerra civil española comenzó ese mismo año, y el proyecto estaba en Madrid —zona republicana—, mientras que Cantero permanecía en Zamora —zona nacional—. En 1941 el helicóptero estaba preparado para realizar pruebas de vuelo, pero finalmente quedó en el olvido después de las exitosas pruebas de vuelo realizadas por Ígor Sikorski en 1939.
Durante años, los trabajos de Cantero permanecieron en el olvido, hasta que recientemente han vuelto a salir a la luz de la mano de Isabel Díaz de Aguilar y Federico Suárez Caballero.

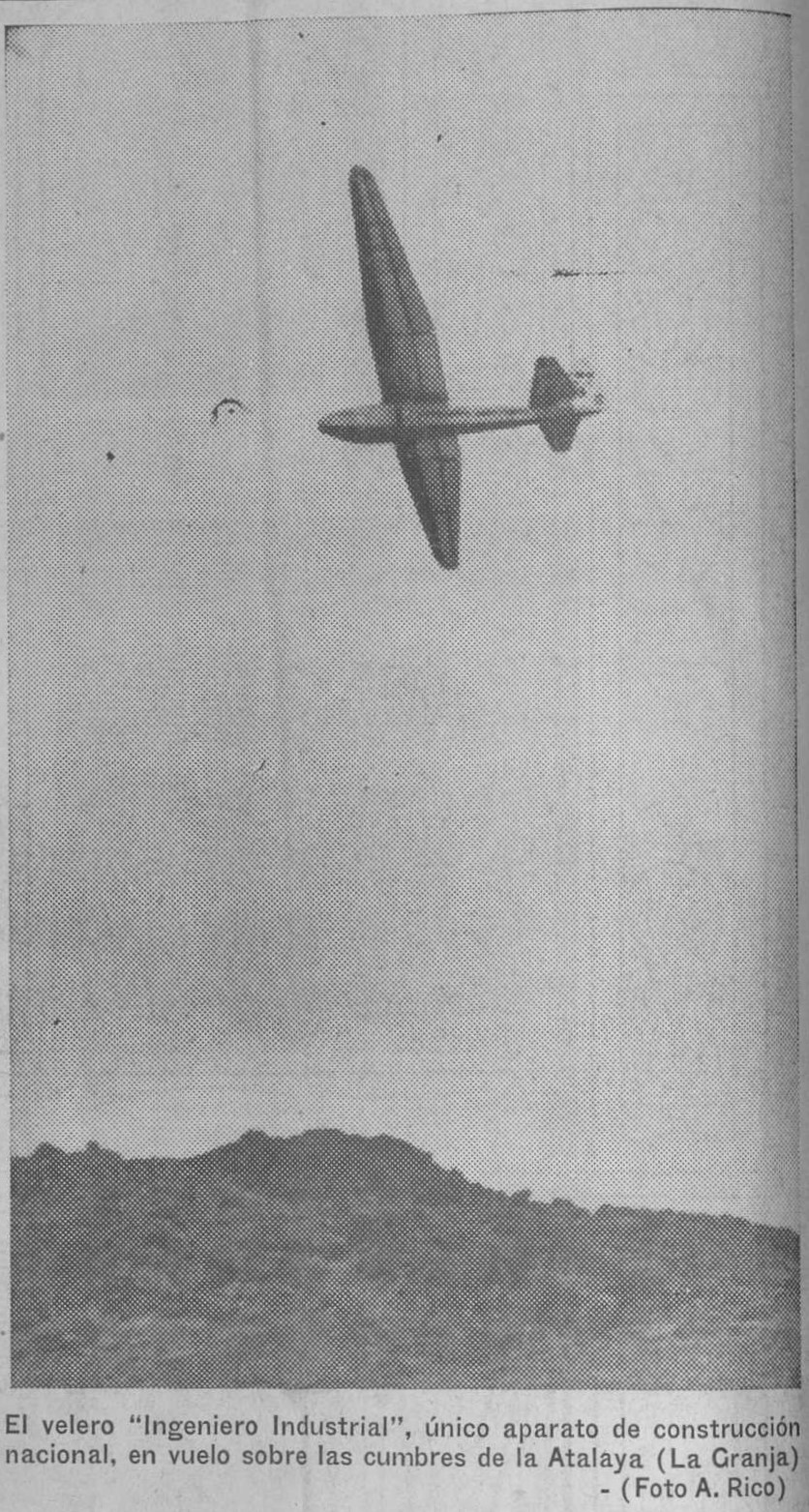
El velero "Ingeniero Industrial" primero construido en España sobre las cumbres de La Atalaya (La Granja)

### Sociedad para el fomento de los vuelos sin motor
En  julio de 1935 funda en Madrid la sociedad denominada Club de Vuelos Planeados y a Vela de la Atalaya en el término de Palazuelos de Eresma, para el fomento del vuelo sin motor, realizando clases prácticas, conferencias, competiciones. En mayo de 1936 acumulaban más de 250 vuelos.

### Patentes
| Patente N.º  | Fecha publicación | Título |
| ES48214A1    | 01/08/1910        | Un procedimiento e idea para producir la sustentación de cuerpos y aparatos en el aire y si se quiere a la vez la propulsión, ambas cosas a un tiempo o separadamente, por medio de ruedas especiales de una o unas paletas articuladas móviles inclinadoras gr   |
| ES53189A1    | 01/08/1912        | Nuevo sistema de hélices. |
| FR458513A    | 13/10/1913        | Nouvelle hélice propulsive |
| GB191312869A | 27/11/1913        | Improved Screw Propeller. |
| ES59785A1    | 16/03/1915        | Nuevo sistema de bombas centrífugas para fluidos. |
| ES75917A1    | 16/01/1921        | Alas con doble superficie cóncava en su cara inferior. |
| ES75918A1    | 16/01/1921        | Alas movibles sobre resortes. |
| ES75919A1    | 16/01/1921        | Alas con cara inferior vibratoria. |
| ES76972A1    | 01/04/1921        | Aeronaves sin propulsor especial para el avance sustentadas por pares de alas en traslación circular continua. |
| ES80481A1    | 01/04/1922        | Un dispositivo para conseguir el vuelo contra el viento con sustentadores oscilantes. |
| ES80504A1    | 16/04/1922        | Sistema de aeroplanos construidos o completados con velas, o sea, superficies como las alares pero próximamente en posición vertical, orientables alternativa y convenientemente, por giro alrededor de ejes próximamente verticales en forma que recojan del vi  |
| FR548545A    | 17/01/1923        | Perfectionnements apportés aux aéroplanes dans le but de réaliser la solution du problème d'avancement contre le vent en empruntant l'énergie nécessaire à celle que possède la masse d'air du vent même                                                          |
| ES83247A1    | 01/04/1923        | Cimientillos neumo-elásticos para calzado. |
| ES84608A1    | 01/06/1923        | Hélices automotoras en vuelos reales. |
| GB191696A    | 03/10/1923        | Improvements in aeroplanes, flying machines and the like |
| FR564062A    | 20/12/1923        | Hélices automotrices pour planeurs ou avions sans moteur |
| ES89820A1    | 01/10/1924        | Un dispositivo de hélices y frenos para facilitar el descenso y el aterrizaje de los aeroplanos. |
| ES97401A1    | 16/05/1926        | Un dispositivo para conseguir la sustentación en el aire, por la acción de las fuerzas centrífugas principalmente. |
| ES129012A1   | 16/02/1933        | Un dispositivo o artefacto, consistente en añadir o complementar cualquier helicóptero, con uno o varios aeromotores, que se convierten en automotores del aparato giratorio de sustentación en el aire, en cuanto el eje, más o menos vertical de éste, se mueve |
| ES129530A1   | 01/04/1933        | Procedimiento para la formación de un tipo o familia especial de perfiles de alas y hélices para aeronaves en forma de curva de anguila cuyo cuerpo y pico están constituidos por una combinación de circunferencias, cuyos centros están todos en una misma lí   |
| ES138970A1   | 16/10/1936        | Procedimiento para la articulación de las palas de las hélices de aeronaves y navíos, con el cubo de las mismas, en forma libre. |
| ES140090A1   | 01/02/1936        | Un procedimiento de impulsión por reacción que se verifica en las extremidades de las palas de las hélices aéreas o de propulsión de las aeronaves. |
| ES140073A1   | 01/02/1936        | Un procedimiento de articulación automática de balanceo, según el perfil de cada pala de los rotores de los helicópteros o autogiros. |
| ES147484A1   | 01/09/1949        | Turbina de gas de circuito reiterado. |
| ES147732A1   | 16/09/1941        | Propulsores de reacción por generación de múltiples fuerzas centrífugas y mantenimiento de la homogeneidad de las masas fluidas en movimiento. |
| ES149788A1   | 01/06/1942        | Un aparato volador por impulso directo de palas giratorias alrededor de un eje-péndulo vertical |
| ES151542A2   | 01/03/1943        | Mejoras introducidas en la patente principal |
| ES159178A1   | 01/03/1943        | Turbina de gas propulsora por reacción |
| ES156551A1   | 01/04/1943        | Sistema de interposición de hélices, libremente giratorias, en el interior de las bocas de salida o de expulsión de gases, de cualquier propulsor por reacción |
| ES164204A2   | 01/03/1944        | Mejoras en el objeto de la patente principal número 149788 por: Un aparato volador por impulso directo de palas giratorias alrededor de un eje péndulo vertical.                                                                                                  |
| ES164761A2   | 16/03/1944        | Mejoras en el objeto de la patente principal num. 149788 |
| ES166043A1   | 16/06/1944        | Un dispositivo de eyectores de emergencia o expulsión del fluido en torbellino vibratorio |
| ES167813A2   | 16/11/1944        | Mejoras en el objeto de la patente principal num. 167813 |
| ES168842A1   | 16/03/1945        | Auto-compresores-explosores con pistones o vástagos en vaivén |
| ES169226A1   | 01/06/1945        | Compuertas hidráulicas accionadas por el agua misma del canal, presa o embalse donde se instalen |
| ES169716A1   | 01/06/1945        | Complementos y mejoras de la patente principal número 168842 La utilización del ciclo llamado de dos tiempos en los auto-compresores-explotadores a que se refiere la patente principal número 168842.                                                            |

### Cargos públicos
Ingeniero Subalterno del cuerpo de Caminos, en Santa Cruz de la Palma 02/06/1919
En enero de 1927 pasa a Ingeniero Jefe de 2.ª clase del Cuerpo de Caminos, Canales y Puertos.
En enero de 1931 pasa a Ingeniero Jefe de 1.ª clase del Cuerpo de Caminos, Canales y Puertos.
Durante la segunda república será nombrado director general de Obras Hidráulicas el 16 de octubre de 1934, durante el décimo Gobierno de la República y primer Gobierno radical-cedista de Lerroux; puesto del que dimite el 4 de abril de 1935tras la caída de dicho gobierno.
En el Centro documental de la Memoria Histórica figura la fichade Cantero Villamil por una carta de adhesión a Ángel Galarza fechada en 1931 (En 1931 Galarza era Fiscal General de la República y posteriormente director general de Seguridad y diputado por Zamora)
En 1941 figura como supernumerario o en excedencia del Cuerpo de Ingenieros.
Se le readmite como Presidente de Sección del Cuerpo de Ingeniero de Caminos Canales y Puertos sin imposición de sanción cuando el por turno le corresponda, tras depurar la conducta político-social el 26 de noviembre de 1941
Presidente de Sección del Cuerpo de Ingenieros de Caminos, Canales y Puertos desde el 05/02/1943 hasta el 03/06/1944 en el que se jubila.

### Publicaciones y artículos de Federico Cantero
1914 El ferrocarril directo de Galicia por Zamora y el propuesto de Valladolid a Vigo : error económico por su coste, imposible técnico por su longitud y grave perjuicio para el estado por su trazado
1916 El Ferrocarril directo por Zamora y el propuesto de Valladolid a Vigo (conclusión).
1923 Aviación y relatividad: problemas del vuelo sin motor (exposición elemental).
1936 Estudio elemental de la circulación de la Moneda 
1936 Vuelo sin motor en la provincia de Segovia 
1944 La progresión del avión sin motor, contra el viento
1945 Comentarios a un artículo de técnica aeronáutica 
1945 Realizaciones del Helicóptero tipo: 1935-1936